# Mniodendron comatum
Mniodendron comatum là một loài Rêu trong họ Hypnodendraceae. Loài này được (Müll. Hal.) Lindb. mô tả khoa học đầu tiên năm 1865.